# MTV Unplugged (álbum de Bob Dylan)
MTV Unplugged es un álbum en directo del músico estadounidense Bob Dylan, publicado por la compañía discográfica Columbia Records en mayo de 1995. Documenta la aparición pública de Dylan en la popular serie de conciertos Unplugged de la cadena MTV, grabada en los Sony Music Studios de Nueva York los días 17 y 18 de noviembre de 1994. Fue el álbum con mayores ventas de la carrera musical de Dylan en varios años, y alcanzó el puesto veintitrés en la lista estadounidense Billboard 200 y el diez en la lista de discos más vendidos del Reino Unido.

## Sesiones de grabación
El álbum fue armado a partir dos actuaciones en directo llevadas a cabo en los estudios de Sony Music en Nueva York los días 17 y 18 de noviembre de 1994. En ambos conciertos, Dylan utilizó el mismo vestuario para dar una muestra de continuidad en el largometraje del espectáculo.
Primera sesión
La primera sesión fue grabada en directo con una audiencia reducida el 17 de noviembre de 1994. La lista de temas interpretados fue la siguiente:
1. «Tombstone Blues»
2. «I Want You»
3. «Don't Think Twice, It's All Right»
4. «Desolation Row»
5. «Hazel»
6. «Everything Is Broken»
7. «The Times They Are A-Changin'»
8. «Love Minus Zero/No Limit»
9. «Dignity»
10. «With God on Our Side»

Segunda sesión
La segunda sesión fue grabada en directo con una audiencia reducida el 18 de noviembre de 1994. La lista de temas interpretados fue la siguiente:
1. «Absolutely Sweet Marie»
2. «Shooting Star»
3. «All Along the Watchtower»
4. «My Back Pages»
5. «Rainy Day Women #12 & 35»
6. «John Brown»
7. «The Times They Are A-Changin'»
8. «Dignity»
9. «Knockin' on Heaven's Door»
10. «Like a Rolling Stone» (falso comienzo)
11. «Like a Rolling Stone»
12. «Tonight I'll Be Staying Here with You» (falso comienzo)
13. «Tonight I'll Be Staying Here with You»
14. «Desolation Row»
15. «I Want You»

## Lista de canciones
Todas las canciones escritas y compuestas por Bob Dylan. 
| N.º | Título                          | Duración |  |
| 1.  | «Tombstone Blues»               | 4:54     |  |
| 2.  | «Shooting Star»                 | 4:06     |  |
| 3.  | «All Along the Watchtower»      | 3:36     |  |
| 4.  | «The Times They Are A-Changin'» | 5:48     |  |
| 5.  | «John Brown»                    | 5:22     |  |
| 6.  | «Rainy Day Women #12 & 35»      | 3:31     |  |
| 7.  | «Desolation Row»                | 8:22     |  |
| 8.  | «Dignity»                       | 6:30     |  |
| 9.  | «Knockin' on Heaven's Door»     | 5:30     |  |
| 10. | «Like a Rolling Stone»          | 9:09     |  |
| 11. | «With God on Our Side»          | 7:16     |  |

## Personal
- Bob Dylan: guitarra, armónica y voz
- Bucky Baxter: dobro, pedal steel
- Tony Garnier: bajo
- John Jackson: guitarra
- Brendan O'Brien: órgano Hammond
- Winston Watson: batería

## Posición en listas
| País              | Lista                    | Posición |
| ----------------- | ------------------------ | -------- |
| Alemania          | Media Control Charts     | 24       |
| Australia         | ARIA Albums Chart        | 30       |
| Austria           | Ö3 Austria Top 40        | 10       |
| Bélgica (Valonia) | Ultratop 200 Albums      | 27       |
| Bélgica (Flandes) | Ultratop 200 Albums      | 49       |
| Estados Unidos    | Billboard 200            | 23       |
| Noruega           | VG-lista Top 40 Albums   | 2        |
| Nueva Zelanda     | New Zealand Albums Chart | 27       |
| Países Bajos      | Mega Albums Top 100      | 18       |
| Reino Unido       | UK Albums Chart          | 10       |
| Suecia            | Albums Top 60            | 10       |
| Suiza             | Swiss Top Albums 100     | 19       |